# Siroquera

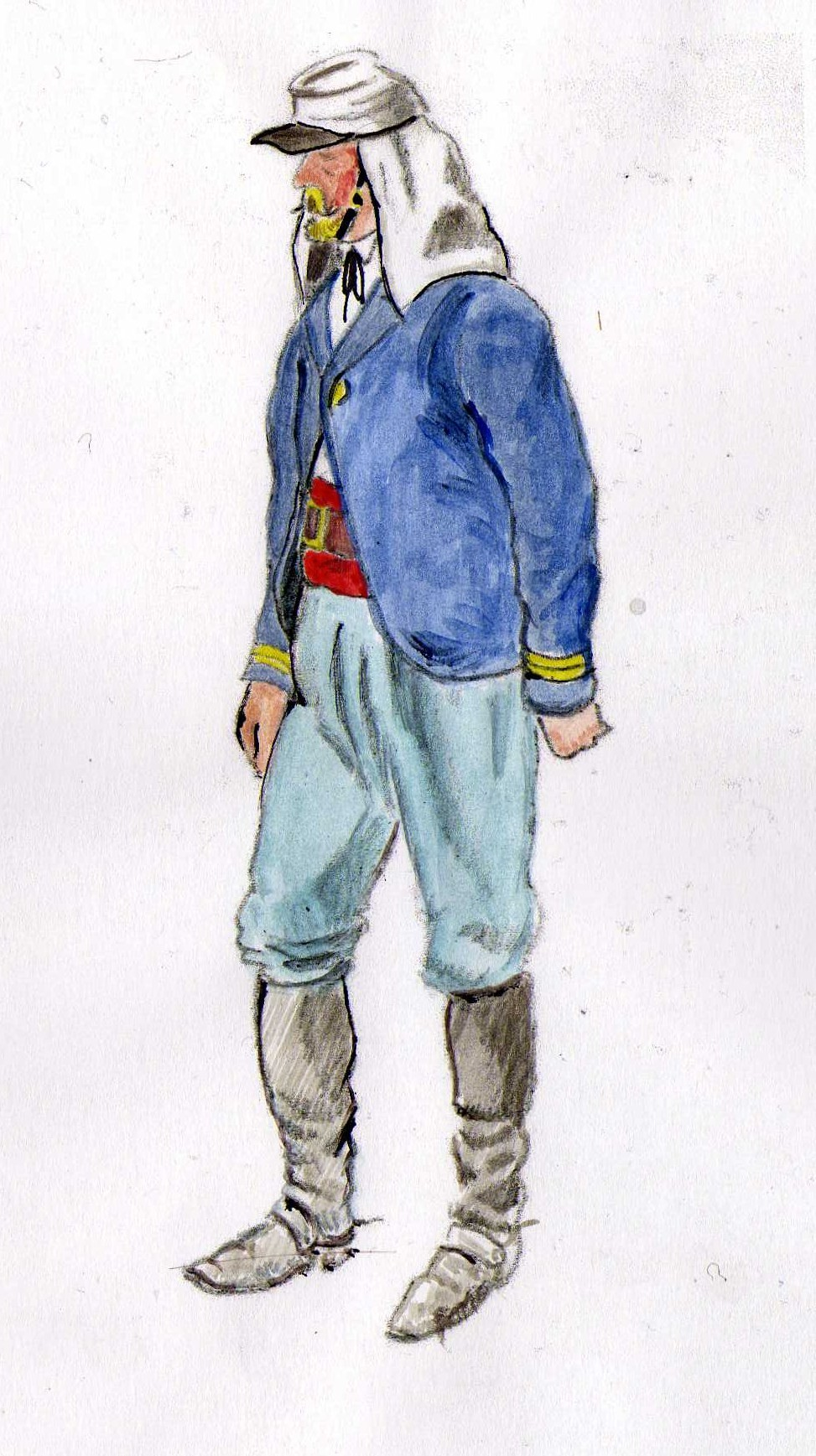
Uniforme de subteniente de la legión extranjera belga con siroquera.

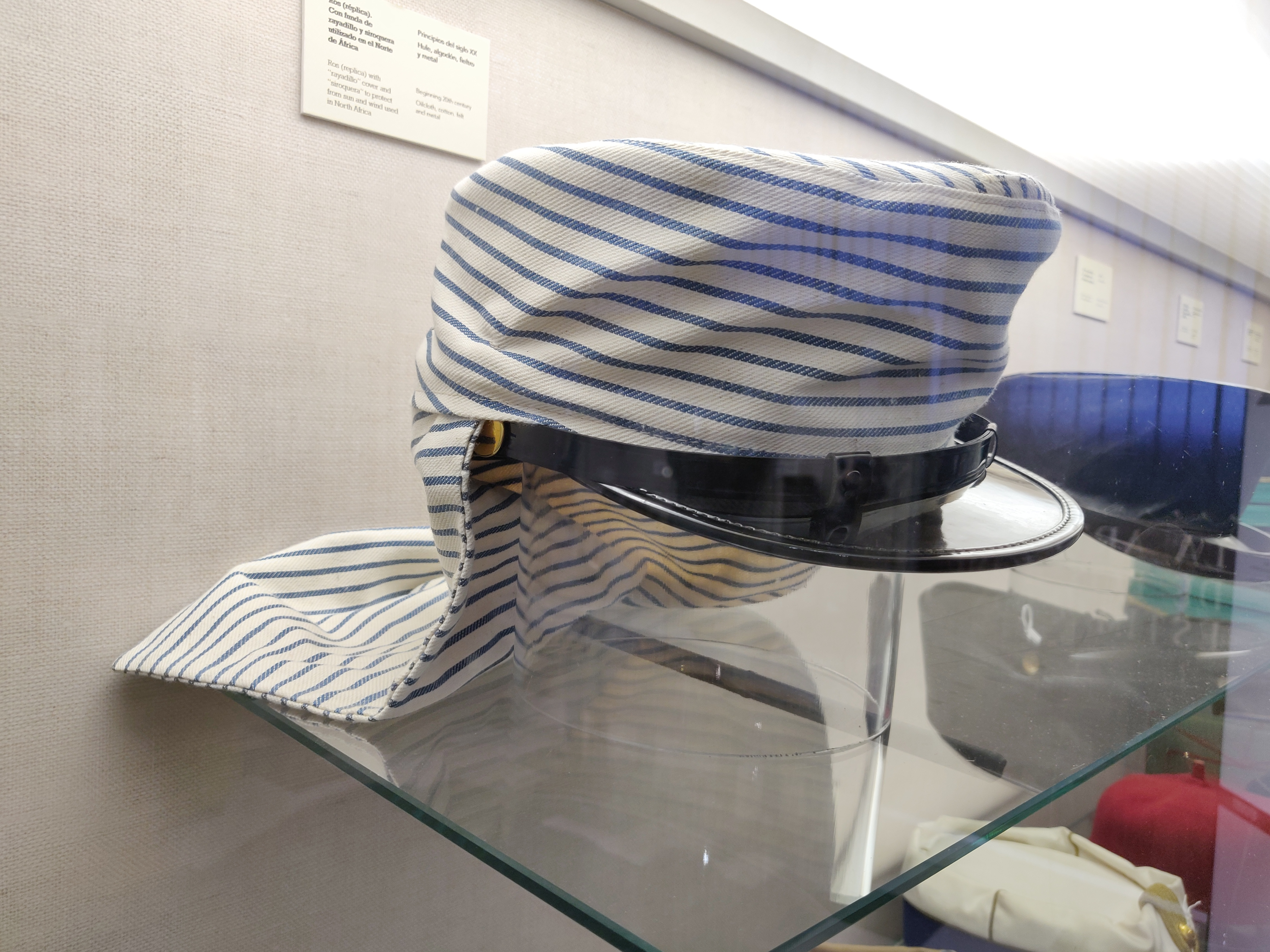
Ros con funda de rayadillo y siroquera utilizado por el ejército español en el norte de África a principios del.

La siroquera es una prenda que forma parte del uniforme de determinades unidades militares, sobre todo aquellas equipadas para actuar en zonas desérticas del norte de África. Consiste en un paño de forma más o menos rectangular que cae detrás de la cabeza y tiene la finalidad de proteger el cuello del viento y el sol, también se utiliza para proteger la cara del viento intenso y la arena. El nombre hace referencia al Siroco, viento predominante del sudeste en el norte de África. Entre las unidades que han utilizado esta prenda en algún momento se encuentra la Legión Extranjera Francesa, los Tiradores de Ifni del ejército español y la Legión española (tercios saharianos). En la terminología técnica actual del ejército español la prenda se denomina pañuelo protector del polvo.